# A Japán Tengerészeti Véderő hadihajóinak listája

Japán Japán Tengerészeti Véderő zászlója

Az alábbi lista a Japán Tengerészeti Véderő hadihajóit sorolja fel annak megalakulásától napjainkig. A második világháború végéig szolgálatban állt hadihajókat a császári haditengerészetről szóló cikk részletezi és listája sorolja fel.

## Helikopter-hordozók és helikopterhordozó-rombolók
- Haruna osztály
  - Haruna (DDH–141) (1972–2009)
  - Hiei (DDH–142) (1973–2011)

- Sirane osztály
  - Sirane (DDH–143) (1978–2015)
  - Kurama (DDH–144) (1979–2017)

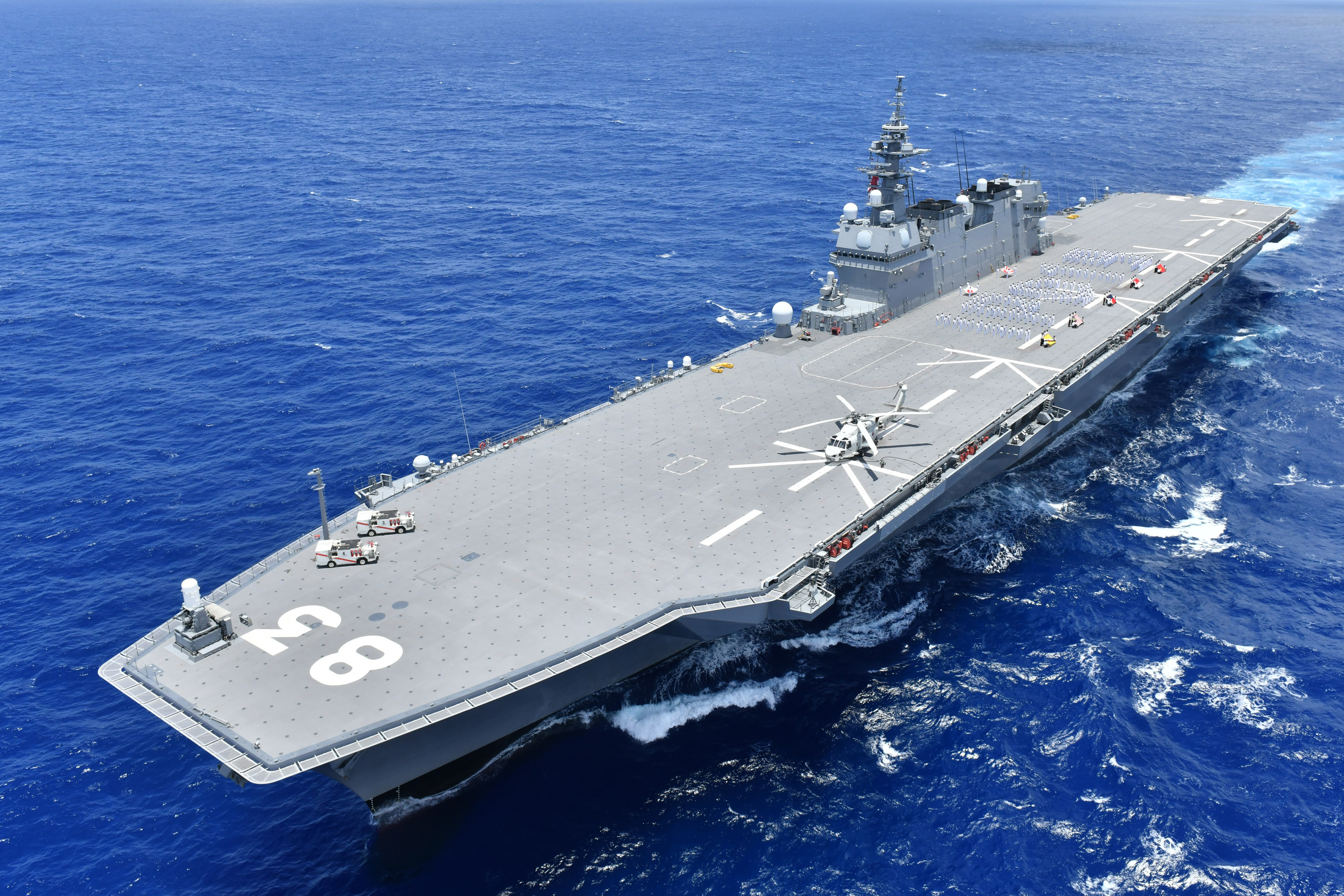
Izumo

- Hjúga osztály – a japán haditengerészet zászlóshajójának osztálya
  - Hjúga (DDH–181) (2007–)  – a flotta zászlóshajója
  - Isze (DDH–182) (2009–)

- Izumo osztály – a japán haditengerészet zászlóshajójának osztálya
  - Izumo (DDH–183) (2013–)  – a flotta zászlóshajója
  - Kaga (DDH–184) (2015–)

## Rombolók

### Robotrepülőgépekkel felszerelt rombolók (DDG)
- Amacukaze (DDG–163)

- Tacsikaze osztály
  - Tacsikaze (DDG–168)
  - Aszakaze (DDG–169)
  - Szavakaze (DDG–170)

- Hatakaze osztály
  - Hatakaze (DDG–171)
  - Simakaze (DDG–172)

- Kongó osztály
  - Kongó (DDG–173)
  - Kirisima (DDG–174)
  - Mjókó (DDG–175)
  - Csókai (DDG–176)

- Atago osztály
  - Atago (DDG–177)
  - Asigara (DDG–178)

- Maya osztály
  - Maya (DDG–179)
  - Haguro (DDG–180) építés alatt

### Rombolók (DD)
- A USN-től átvett két Gleaves osztályú romboló
  - Aszakaze (DD–181) / volt USS Ellyson (DD 454)
  - Hatakaze (DD–182) / volt USS Macomb (DD 458)

- A USN-től átvett Fletcher osztályú romboló
  - Ariake (DD–183) / volt USS Heywood L. Edwards (DD 663)

- Harukaze osztály – Japán második világháború utáni első rombolóosztálya
  - Harukaze (DD–101)
  - Jukikaze (DD–102)

- Akizuki osztály (1959) – az 1942-es rombolóosztály névutódja
  - Akizuki (DD–161)
  - Teruzuki (DD–162)

- Hacujuki osztály – A Jamagumo osztályt váltotta
  - Hacujuki (DD–122)
  - Sirajuki (DD–123)
  - Minejuki (DD–124)
  - Szavajuki (DD–125)
  - Hamajuki (DD–126)
  - Iszojuki (DD–127)
  - Harujuki (DD–128)
  - Jamajuki (DD–129)
  - Macujuki (DD–130)
  - Szetojuki (DD–131)
  - Aszajuki (DD–132)
  - Simajuki (DD–133)

- Aszagiri osztály – A Hacujuki osztályt váltotta
  - Aszagiri (DD–151)
  - Jamagiri (DD–152)
  - Júgiri (DD–153)
  - Amagiri (DD–154)
  - Hamagiri (DD–155)
  - Szetogiri (DD–156)
  - Szavagiri (DD–157)
  - Umigiri (DD–158)

- Muraszame osztály (1994) – Az Aszagiri osztályt váltotta
  - Muraszame (DD–101)
  - Haruszame (DD–102)
  - Judacsi (DD–103)
  - Kiriszame (DD–104)
  - Inazuma (DD–105)
  - Szamidare (DD–106)
  - Ikazucsi (DD–107)
  - Akebono (DD–108)
  - Ariake (DD–109)

- Takanami osztály – A Muraszame osztályt (1994) váltja
  - Takanami (DD–110)
  - Onami (DD–111)
  - Makinami (DD–112)
  - Szazanami (DD–113)
  - Szuzunami (DD–114)

- Akizuki osztály (2010) – az 1959-es rombolóosztály névutódja, a Takanami osztályt egészíti ki
  - Akizuki (DD–115)
  - Teruzuki (DD–116)
  - (DD–117)
  - (DD–118)

### Többcélú rombolók (DDA)
- Muraszame osztály (1958) – az 1937-es rombolóosztály névutódja
  - Muraszame (DD–107)
  - Judacsi (DD–108)
  - Haruszame (DD–109)

- Takacuki osztály
  - Takacuki (DD–164)
  - Kikuzuki (DD–165)
  - Mocsizuki (DD–166)
  - Nagacuki (DD–167)

### Tengeralattjáró-elhárító rombolók (DDK)
- Ajanami osztály
  - Ajanami (DDK–103)
  - Iszonami (DDK–104)
  - Uranami (DDK–105)
  - Sikinami (DDK–106)
  - Takanami (DDK–110)
  - Onami/Ónami (DDK–111)
  - Makinami (DDK–112)

- Jamagumo osztály
  - Jamagumo sorozat (3 db)
    - Jamagumo (DD–113)
    - Makigumo (DD–114)
    - Aszagumo (DD–115)

  - később átalakítva Minegumo osztállyá (új nevekkel): Minegumo (DD–116), Nacugumo (DD–117), Murakumo (DD–118).
  - Aokumo sorozat (3 db)
    - Aokumo (DD–119)
    - Akigumo (DD–120)
    - Júgumo (DD–121)

### Kísérő rombolók (DE)
- A USN-től átvett két Cannon osztályú romboló
  - Aszahi (DE-262) / volt USS Amick (DE 168)
  - Hacuhi (DE-263) / volt USS Atherton (DE 169)

- Ikazucsi osztály – fregatt
  - Ikazucsi (DE–202)
  - Inazuma (DE–203)

- Akebono osztály – fregatt
  - Akebono

- Vakaba (DE–261) – a Japán Császári Haditengerészet Tacsibana osztályának Nasi nevű rombolója, mely Kure 1945 júliusi bombázása során elsüllyedt. 1954-ben kiemelték, majd a felújítást követően hadrendbe állították.

- Iszuzu osztály (1961–1993)
  - Iszuzu (DE–211)
  - Mogami (DE–212)
  - Kitakami (DE–213)
  - Ói (DE–214)

- Csikugo osztály (1970–2003)
  - Csikugo (DE–215)
  - Ajasze (DE–216)
  - Mikuma (DE–217)
  - Tokacsi (DE–218)
  - Ivasze (DE–219)
  - Csitosze (DE–220)
  - Nijodo (DE–221)
  - Tesio (DE–222)
  - Josino (DE–223)
  - Kumano (DE–224)
  - Nosiro (DE–225)

- Isikari (DE–226) (1980–2007) – az első gázturbinával hajtott japán kísérő romboló

- Jubari osztály
  - Jubari/Júbari (DE–227) (1982–2010)
  - Jubecu/Júbecu (DE–228) (1983–2010)

- Abukuma osztály
  - Abukuma (DE–229) (1988–)
  - Dzsincu (DE–230) (1989–)
  - Ojodo (DE–231) (1989–)
  - Szendai (DE–232) (1990–)
  - Csikuma (DE–233) (1992–)
  - Tone (DE–234) (1991–)

## Őrnaszádok
- Sparviero osztály
  - PG 01
  - PG 03
  - PG 03

- Hajabusza osztály – Az olasz gyártású Sparviero-kat váltották le.
  - Hajabusza (PG–824)
  - Vakataka (PG–825)
  - Otaka (PG–826)
  - Kumataka (PG–827)
  - Umitaka (PG–828)
  - Siritaka (PG–829)

## Aknászhajók
- Uraga osztály
- Jaejama osztály
- Enosima osztály
- Hirasima osztály
- Szugasima osztály
- Uvadzsima osztály
- Niidzsima osztály
- Iesima osztály

## Partraszállító hajók
- Ószumi osztály
  - Ószumi (LST–4001)
  - Simokita (LST–4002)
  - Kuniszaki (LST–4003)

- Jura osztály

- Jura osztály

- Icsi-go osztály

### Partraszállító csónakok
- YF 2121 osztály (11 darab)
- YF 2150 osztály (2 darab)
- LCAC (6 darab)

## Ellátóhajók

### Gyors harci támogatóhajók / Fast Combat Support Ship
- AOE Szagami (?–2005)

- Tovada osztály
  - AOE Hamana
  - AOE Tokiva
  - AOE Tovada

- Masu osztály
  - AOE Masu
  - AOE Omi
  - AOE ?

- AOE–X – Tervezés alatt álló osztály.

### Tengeralattjáró-mentő hajók / Submarine Rescue Vessel
- ASR Csihaja

### Tengeralattjáró-mentő-ellátóhajók / Submarine Rescue Tender
- AS Csijoda

### Óceánkutató hajók / Oceanographic Research Ship
- AGS Sonan
- AGS Nicsinan
- AGS Szuma
- AGS Futami

### Óceánfigyelő hajók / Ocean Surveillance Ship
- Hibiki osztály
  - Hibiki
  - Harima

### Auxiliary Ship Experiment
- ASE Aszuka

### Jégtörők / Auxiliary Ice Breaker
- AGB Sirasze

### Többcélú ellátóhajók / Multi Purpose Support Ship
- Hiucsi osztály
  - Hiucsi (AMS–4301)
  - Szuo (AMS–4302)
  - Amakusza (AMS–4303)
  - Genkai (AMS–4304)
  - Ensu (AMS–4305)

### Különleges műveleti jachtok / Auxiliary Vessel Special Service Yacht
- ASY Hasidate

## Tengeralattjárók
- A USN-től átvett Gato osztályú tengeralattjáró
  - Kurosio (SS–501) / volt USS Mingo (SS 261) (1942–1971) – Az Ósio (SS–561) váltotta le

- Ojasio (SS–511) – első japán építésű tengeralattjárójuk a második világháború után, a Császári Haditengerészet Kagero osztályú/Kageró rombolója viselte ezt a nevet, majd az SS–590 is. Az SS–511 a korábbi császári I–201-en alapul.

- Hajasio osztály
  - Hajasio (SS–521) (1961–1977)
  - Vakasio (SS–522) (1961–1979)

- Nacusio osztály
  - Nacusio (SS–523) (1962–1978)
  - Fujusio (SS–524) (1962–1980)

- Ósio (SS–561) (1964–1981) – A Kurosio (SS–501)-t váltotta le

- Aszasio osztály
  - Aszasio (SS–562) (1965–1983)
  - Harusio (SS–563) (1967–1984)
  - Micsisio (SS–564) (1967–1985)
  - Arasio (SS–565) (1968–1986)

- Uzusio osztály
  - Uzusio (SS–566) (1970–1987)
  - Makisio (SS–567) (1971–1988)
  - Iszosio (SS–568) (1972–1992)
  - Narusio (SS–569) (1972–1993)
  - Kurosio (SS–570) (1974–1994)
  - Takasio (SS–571) (1975–1995)
  - Jaesio (SS–572) (1975–1996)
  - Ismeretlen, törölve lett az 1973-as olajválság idején, keretösszege a rombolókra (pl. Csikugo osztály) lett felhasználva.

- Júsio osztály
  - Júsio (SS–573) (1979–1999)
  - Mocsisio (SS–574) (1980–2000)
  - Szetosio (SS–575) (1981–2001)
  - Okisio (SS–576) (1982–2003)
  - Nadasio (SS–577) (1983–2001)
  - Hamasio (SS–578) (1984–2006)
  - Akisio (SS–579) (1985–2004)
  - Takesio (SS–580) (1986–2005)
  - Jukisio (SS–581) (1987–2008)
  - Szacsisio (SS–582) (1988–2006)

- Harusio osztály
  - Harusio (SS–583) (1989–2009)
  - Nacusio (SS–584) (1990–2010)
  - Hajasio (SS–585) (1991–2011)
  - Arasio (SS–586) (1992–2012)
  - Vakasio (SS–587) (1993–)
  - Fujusio (SS–588) (1994–)
  - Aszasio (SS–589) (1995–)

- Ojasio osztály
  - Ojasio (SS–590) (1996–)
  - Micsisio (SS–591) (1997–)
  - Uzusio (SS–592) (1998–)
  - Makisio (SS–593) (1999–)
  - Iszosio (SS–594) (2000–)
  - Narusio (SS–595) (2001–)
  - Kurosio (SS–596) (2002–)
  - Takasio (SS–597) (2003–)
  - Jaesio (SS–598) (2004–)
  - Szetosio (SS–599) (2005–)
  - Mocsisio (SS–600) (2006–)

- Szórjú osztály – a második világháborúban egy repülőgép-hordozó osztály is viselte ezt a nevet
  - Szórjú (SS–501) (2007–)
  - Unrjú (SS–502) (2008–)
  - Hakurjú (SS–503) (2009–)
  - Kenrjú (SS–504) (2010–)
  - Zuirjú (SS–505) (2011–)
  - (SS–506)
  - (SS–507)
  - (SS–508)

## Fordítás
- Ez a szócikk részben vagy egészben  a   List of active ships of the Japan Maritime Self-Defense Force című angol Wikipédia-szócikk ezen változatának fordításán alapul.  Az eredeti cikk szerkesztőit annak laptörténete sorolja fel. Ez a jelzés csupán a megfogalmazás eredetét és a szerzői jogokat jelzi, nem szolgál a cikkben szereplő információk forrásmegjelöléseként.